# Třída V 125
Třída V 125 byla třída torpédoborců německé Kaiserliche Marine z období první světové války. Celkem bylo rozestavěno jedenáct jednotek této třídy. Do konce války jich bylo dokončeno šest. Po válce jich bylo pět internováno ve Scapa Flow, kde jeden potopila vlastní posádka a čtyři byly odtaženy na břeh. Pět torpédoborců si následně rozdělily vítězné státy. Po dvou jednotkách získala Francie a Velká Británie a jeden Japonsko. Čtyři však byly poškozeny při incidentu ve Scapa Flow a sešrotovány. Jediný V 130 do roku 1934 provozovalo francouzské námořnictvo.

## Stavba
Nejprve bylo objednáno šest torpédoborců mobilizačního typu 1916 (trupová čísla V 125–V 130). V letech 1916–1918 je postavila loděnice AG Vulcan Stettin ve Štětíně. Všechny byly zařazeny do služby. Později bylo objednáno dalších pět torpédoborců tohoto typu (trupová čísla V 140–V 144). Jejich stavbu zahájily loděnice AG Vulcan Stettin ve Štětíně a Hamburku. Na konci války byly dokončeny ze 40–60 %. Dokončen nebyl žádný. Po válce byly sešrotovány.
Jednotky třídy V 125:
| Jméno | Loďstvo           | Zahájení stavby | Spuštění na vodu   | Zařazena do služby | Status |
| ----- | ----------------- | --------------- | ------------------ | ------------------ | --- |
| V 125 | AG Vulcan Stettin | 1916            | 18. května 1917    | srpen 1917         | V listopadu 1918 internován ve Scapa Flow. Dne 21. června 1919 se jej při incidentu ve Scapa Flow pokusila potopit vlastní posádka. Najel na břeh. Předán Velké Británii. V roce 1922 sešrotován. |
| V 126 | AG Vulcan Stettin | 1916            | 30. června 1917    | září 1917          | V listopadu 1918 internován ve Scapa Flow. Dne 21. června 1919 se jej při incidentu ve Scapa Flow pokusila potopit vlastní posádka. Najel na břeh. Předán Francii. V roce 1925 sešrotován.        |
| V 127 | AG Vulcan Stettin | 1916            | 28. července 1917  | říejn 1917         | V listopadu 1918 internován ve Scapa Flow. Dne 21. června 1919 se jej při incidentu ve Scapa Flow pokusila potopit vlastní posádka. Najel na břeh. Předán Japonsku. V roce 1922 sešrotován.       |
| V 128 | AG Vulcan Stettin | 1916            | 11. srpna 1917     | listopad 1917      | V listopadu 1918 internován ve Scapa Flow. Dne 21. června 1919 se jej při incidentu ve Scapa Flow pokusila potopit vlastní posádka. Najel na břeh. Předán Velké Británii. V roce 1922 sešrotován. |
| V 129 | AG Vulcan Stettin | 1916            | 19. října 1917     | prosinec 1917      | V listopadu 1918 internován ve Scapa Flow. Dne 21. června 1919 při incidentu ve Scapa Flow potopen vlastní posádkou. Vyzvednut v srpnu 1925.                                                      |
| V 130 | AG Vulcan Stettin | 1916            | 20. listopadu 1917 | únor 1918          | V srpnu 1920 zařazen francouzským námořnictvem jako Buino (BO). Vyřazen 1934. |
| V 140 | AG Vulcan Hamburg | 1917            | 22. prosince 1917  | listopad 1918      | Nedokončen, 8. prosince 1920 během vlečení do šrotu ztroskotal a byl sešrotován na místě. |
| V 141 | AG Vulcan Hamburg | 1917            | 26. března 1917    | –                  | Nedokončen, sešrotován. |
| V 142 | AG Vulcan Stettin | 1917            | 25. září 1918      | –                  | Nedokončen, sešrotován. |
| V 143 | AG Vulcan Stettin | 1917            | 25. září 1918      | –                  | Nedokončen, sešrotován. |
| V 144 | AG Vulcan Stettin | 1917            | 10. října 1918     | –                  | Nedokončen, sešrotován. |

## Konstrukce
Hlavní výzbroj představovaly tři 105mm/42 kanóny Utof L/45 C/16 a šest 500mm torpédometů se zásobou osmi torpéd. Neseny byla dva jednohlavňové a dva dvojité torpédomety. Dále bylo neseno až 24 námořních min. Pohonný systém tvořily tři kotle Marine a dvě parní turbíny AEG-Vulcan o výkonu 23 500 hp, pohánějící dva lodní šrouby. Nejvyšší rychlost dosahovala 34 uzlů. Dosah byl 2050 námořních mil při rychlosti sedmnáct uzlů.